# مکان آغازش همتاسازی

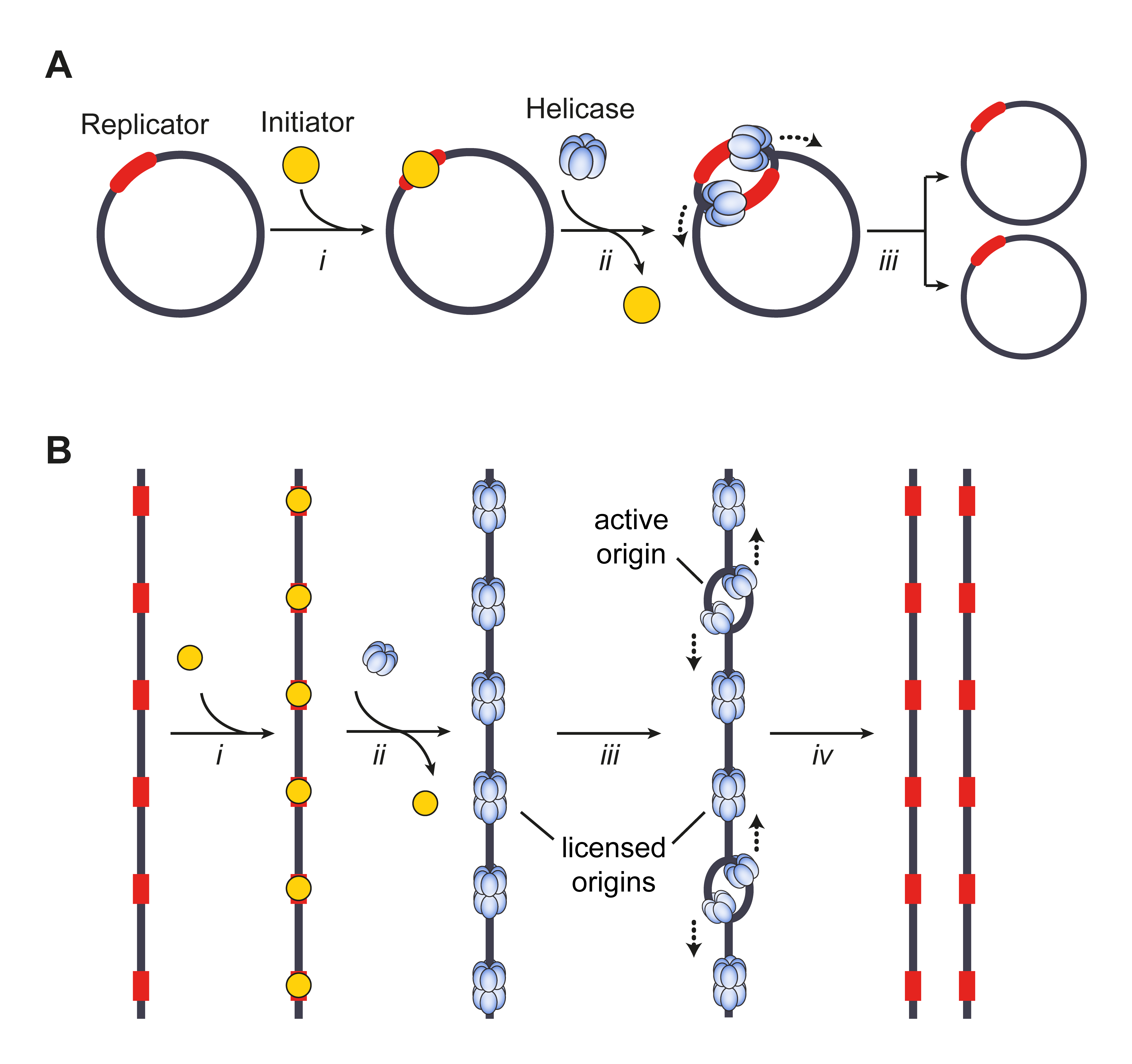
خاستگاه همانندسازی DNA

همتاسازی فرایندی اجباری در همهٔ یاخته‌ها است که طی آن ژنوم دو برابر می‌شود. آغاز آن از مکان‌هایی است که به آن‌ها مکان آغازش همتاسازی می گویند. و در آنجا، دو چنگال همتاسازی در این محل ایجاد می‌شود.

## در پیش‌هسته‌ای‌ها[۱]
به مکان آغازش در اشریشیا کلای Orici می گویند. که حدود ۲۴۵ نوکلئوتید دارد. این ناحیه دارای ۲ قطعه ی تکراری کوتاه است، که یکی از ۹ نوکلئوتید و دیگری از ۱۳ نوکلئوتید ساخته شده است. توالی ۹ تایی ۵ نسخه دارد و محل اتصال برای پروتئین دنا A است حدود ۳۰ نسخه از این پروتئین با این ناحیه میانکنش می دهند. اتصال، تنها هنگامی صورت می‌گیرد که دنا دارای ابر مارپیچ منفی یا در واقع در حالت وضعیت طبیعی کروموزوم اشریشیاکلای است. نتیجه ی اتصال دنا A بازشدن مارپیچ دوتایی در محل ۳ توالی تکراری ۱۳ نوکلئوتیدی پشت سرهم و غنی از AT است؛ که در یک انتهای توالی Orici قرار دارد. نخستین مرحله، اتصال یک هم آرای پیش آغاز گردر هر یک از این ۲ محل است.

## در هوهسته‌ها[۲]
- توالی مکان آغازش در مخمر

این مکان، توالی مستقل همتاسازی نامیده می‌شود که کوتاهتر از مکان شروع در اشریشیاکلای است و طولی حدود ۲۰۰ bp دارد، امّا شبیه مکان اشریشیاکلای دارای قطعاتی با نقش‌های عملکردی متفاوت است و از ۴ زیر بخش ساخته شده‌است . دوتای آن‌ها زیربخش AوB۱ هستند که حدود ۴۰ جفت باز را تشکیل می دهند و محل اتصال برای مجموعه ی تشخیص دهنده ی شروع هستند که ۶ پروتئین را شامل می‌شوند.
- در پستانداران

این مکان در هوهسته‌های عالی به راحتی قابل تشخیص نیست این نواحی با روش‌های بیوشیمیایی مختلف مثل شروع همتاسازی در حضور نوکلئوتیدهای نشان دار و تعیین موقعیت این رشته‌ها ی تازه سنتز شده در ژنوم قابل ترسیم است .امّا باید گفت شباهت بسیاری بین مخمر و سایر هوهسته‌ها دیده می‌شود زیرا پروتئین‌های شروع در هر دو بسیار مشابه هستند. انتخاب توالی همانندسازی با تشکیل هم آرای پیش همانند ساز Pre_Rc انجام می‌شود که ترکیبی از ۴ پروتئین مجزا است .